# خيرية جركس
خيرية جركس والمعروفة فنيا باسم نورهان (1922 - 28 فبراير 2022) هي مغنية وممثلة سورية.

## حياتها
ولدت جركس في دمشق في عام 1922 لأبوين من أصول شركسية؛ علي ومريم، وهنا من سكان محافظة القنيطرة (في مرتفعات الجولان) حسب السجلات المدنية. بدأت الغناء في سن مبكرة، وحفظت الأغاني التي سمعتها على الراديو وتسجيل اللاعبين، وقراءتها على الإطلاق-التجمعات الموسيقية التقليدية للنساء (استقبال). تيتمت في سن 7، ثم أودعت مدرسة داخلية، وتزوجت في سن 14 لرجل لبناني يعمل مدرسا ولغويا ومترجما اسمه قاسم قاسم، كان يتقن إحدى عشرة لغة. استقرا في حلب للتدريس. شجعته نورهان على مواصلة حياته المهنية من خلال التقدم بطلب للحصول على منحة لدراسة الأدب الإنجليزي في القاهرة فانتقلت الزوجان مع ابنهما إلى القاهرة.

## مسيرتها

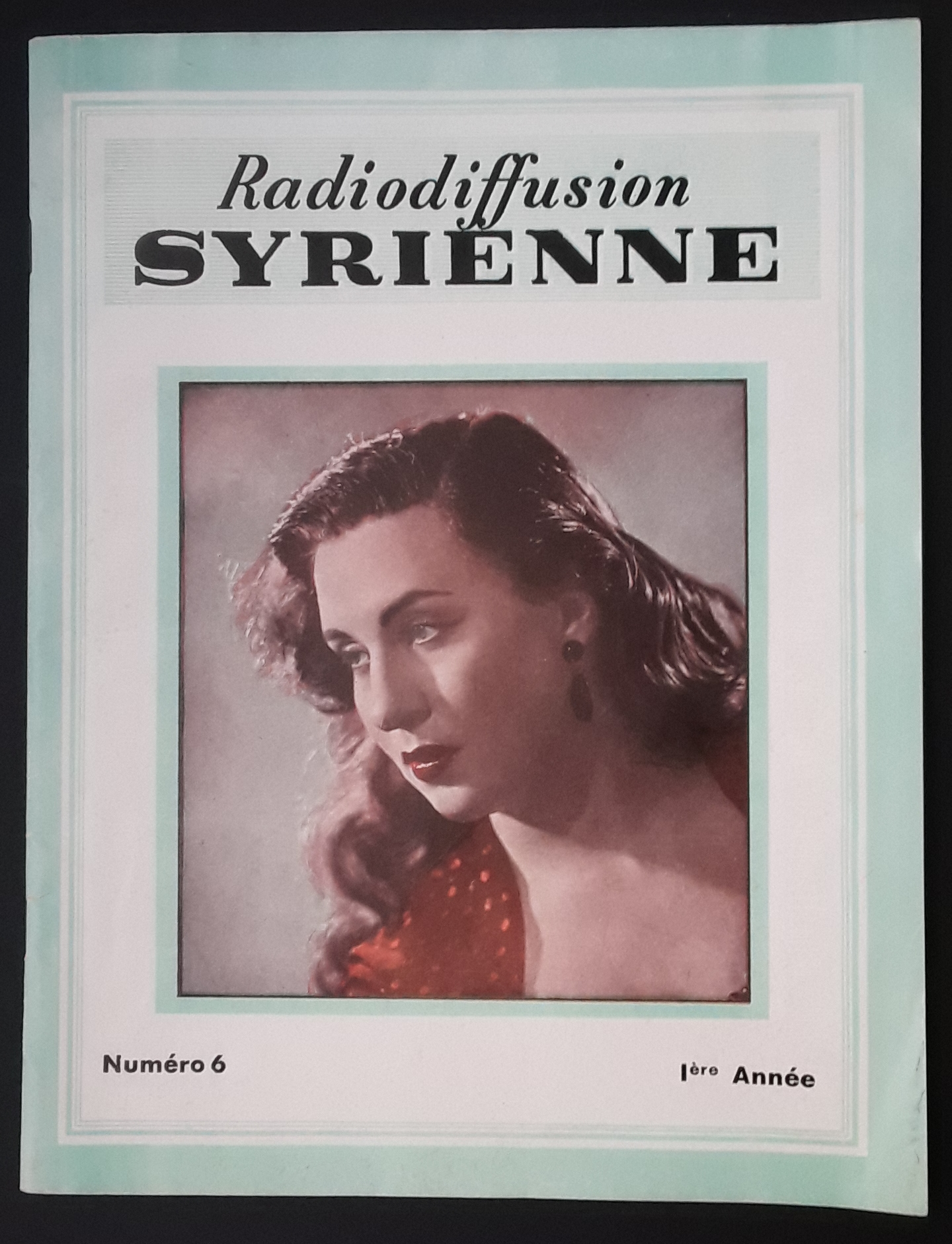
نورهان على غلاف مجلة سيريان للنشر الإذاعي نوفمبر 1953

تعرفت نورهان في القاهرة على الوسط الفني، وبدأت مسيرتها ككومبارس في السينما من خلال أفلام فريد الأطرش، قبل أن تمثل ثلاثة أفلام هي "الخير والشر" (1946) إخراج حسن حلمي، و"ابن الشرق" (1946) إخراج إبراهيم حلمي، و"ليلى في العراق" (1949) إخراج أحمد كامل مرسي. خلال تصويرها فيلم "الخير والشر" تعرفت إلى زوجها الثاني محمد سلمان، قبل أن يتم الزواج بينهما لاحقاً ويستمر لمدة خمس سنوات.
في كتاب "نجمات الغناء في الأربعينات اللبنانية" يشير المؤرخ الفني اللبناني محمود الزيباوي، إلى أن الصحافة الفنية اهتمت بأخبار الثنائي الجديد نورهان وسلمان، وتابعت أخبارهما الفنية في نهاية الأربعينيات. منها أنهما عادا إلى بيروت وعملا في حلب ووقعا عقداً للعمل في صالة "كريستال" بإسطنبول. انتقلا بعدها إلى بغداد وزاولا نشاطهما الفني.
في مطلع العام 1951، عادت نورهان لتسجيل أغنيات جديدة لصالح الإذاعة اللبنانية التي انقطعت عنها طويلاً. من بيروت انتقلت إلى دمشق لتغني في "ملهى الكوكب" قبل أن تغني لاحقاً في كازينو "سان جيمس" في لبنان. عادت إلى القاهرة في خريف 1952 لتغني في كازينو "(أوبرا" لكنّها كانت ترفض العروض السينمائية؛ خوفاً من الوقوع في أخطاء التجارب السابقة. لأسباب اقتصادية، وبسبب أوجه القصور في راتب قاسم، بدأت نورهان العمل كإضافة على الأفلام (لا سيما عسل القمر (1945) بطولة فريد الأطرش حيث يمكن رؤيتها جالسة على طاولة، تستمع إلى المغني والممثل الأسطوري). اسمها المهني، نورهان، يتكون من الجزء الأول من اسم المطربة اللبنانية نور الهدى والجزء الأخير من اسم المطربة السورية والأميرة أسمهان. عملت في ثلاثة أفلام روائية: الخير والشر (1946)، ابن المشرق (1946)، و ليلى في العراق (1949).
من خلال الفيلم الأول الخير والشر قابلت محمد سلمان، الذي سيصبح في النهاية زوجها الثاني، وشريكها في الحياة المهنية والشخصية لمدة خمس سنوات. غنت بشكل احترافي على المسرح ومن خلال المحطات الإذاعية في لبنان وسوريا ومصر وتونس والعراق والكويت وغيرها. محطة الإذاعة الوطنية السورية في دمشق تحمل المئات من تسجيلاتها في حالة ممتازة. الملحنين الذين كتبوا الموسيقى لها في الغناء وشملت محمد محسن، ، محمد عبد الكريم، محمد عبد الوهاب، سالم حلو، و وديع الصافي. رقم 6 من محطة الإذاعة الوطنية السورية مجلة في عامها الأول بعنوان "الانتشار الإذاعي سيريان"، يذكر العديد من البرامج المسائية الأسبوعية التي تعرض فيها نورهان. في نوفمبر 25، البرنامج المسائي الذي يبدأ في 6:30مساء ظهرت نورهان الغناء "قليلا من قلبي لا يزال" ألحان محمد محسن مع كلمات عمر الحلبي، وكذلك "لماذا أحبك?"ألحان عبد الوهاب كرم مع كلمات إبراهيم كامل. في 30 نوفمبر 1953 بدءا من نورهان الساعة 9: 30 مساء تغني" دعوت أنت حبي " لمحمد محسن مع كلمات عبد الجليل وهبي-تليها 15 دقيقة مرتجلة من قبل بوزق الموهوب وصديق نورهان محمد عبد الكريم. كما تحتوي نفس المجلة على صورة كبيرة لنورهان على غلافها
من أرشيفها الشخصي، يظهر عدد آخر من نفس المجلة صورة لنورهان على غلافها.
منذ أن شعرت بخيبة أمل من جودة الأفلام التي ظهرت فيها، على الرغم من أنهم ربما حققوا درجة معينة من النجاح التجاري، قررت الانسحاب من أي مغامرات إضافية في صناعة الأفلام. كتب الباحث والمعلم الأمريكي ريتشارد ملفين برو "مع استمرار نورهان في الغناء على المسرح والإذاعة، سجلت ومن خلال فريد الأطرش، شقت موسيقاها طريقها إلى جانب الدولة وإلى سجلات الأمفون" فريد علم الدين."

## الحياة في وقت لاحق
أنهت نورهان حياتها المهنية في بداية عقد 1960 وفتحت صالون لتصفيف الشعر في عرنوس منطقة دمشق. قدمت حفيدتها مي قاسم فيلما يروي قصة حياتها بعنوان "نورهان، حلم الطفل" الذي صدر في عام 2016. عاشت نورهان مائة عام وتوفيت في منزلها محاطة بأسرتها في 28 فبراير 2022 في بيروت.

## ببليوغرافيا
نورهان-ممثلة / مغنية (نورهان) مدرجة في أرشيف السينما المصرية للسينما على الإنترنت: نورهان-فيلموغرافيا الممثل photos صور Video فيديو

## أعمالها
- "يا أم العيون الكهيلة" (الملحن: محمد محسن) composer نورهان يغني محمد محسن
- "هاجارني وو راه" (الملحن: فليمون وهبي) هجرني وراح نورهان يغني فليمون وهبة-هاجارني
- "اشتقنا يا حلو" (الملحن: سليم حلو) اشتقنا يا حلو نورهان يغني سليم الحلو
- "يا زينو" (الملحن: وديع الصافي) نورهان يغني وديع عسافي
- "فات يوم من غير ما تقاليمني" (الملحن: عبد الوهاب) (بث إذاعي) لحن عبد الوهاب فات يوم من غير ماتكلمني (اذاعية بصوت نورهان ) لحن عبد الوهاب
- "ميجانا وإيتابا "(مع محمد سلمان) - مقتطف من فيلم" ليلى في العراق " (1949). أحمد كامل مرسي فيلم ليلى في العراق نورهان ميجانا و العتبة (1949)

### الأفلام
- ابن الشرق (1945). إبراهيم حلمي فيلم - ابن الشرق - 1945 طاقم العمل، فيديو، الإعلان، صور، النقد الفني، مواعيد العرض
- الخير والشر (إصدار 1946) (أطلق عليه الرصاص عام 1945). حسن حلمي فيلم - الخير والشر - 1946 طاقم العمل، فيديو، الإعلان، صور، النقد الفني، مواعيد العرض
- ليلى في العراق (1949). أحمد كامل مرسي فيلم - ليلى في العراق - 1949 طاقم العمل، فيديو، الإعلان، صور، النقد الفني، مواعيد العرض، الفيلم العراقي ـ ليلى في العراق ـ عفيفة اسكندر، ابراهيم جلال ـ ١٩٤٩